# Nur für Erwachsene
Nur für Erwachsene (Originaltitel Adult Material) ist eine britische vierteilige Miniserie, die im  Pornomilieu spielt. Sie wurde von Lucy Kirkwood geschrieben und von Dawn Shadforth inszeniert.
Zum ersten Mal wurde sie im Vereinigten Königreich am 15. Oktober 2020 bei Channel 4 ausgestrahlt und in Deutschland am 1. Mai 2021 bei TVNOW veröffentlicht und am 26. August 2022 im Ersten ausgestrahlt.

## Handlung
Jolene Dollar ist ein Star in der Erwachsenenfilmbranche. Ihr Job bedeutet für sie, ihren Mann Rich und die drei gemeinsamen Kinder ein sicheres Einkommen. Als ihre Kollegin Amy bei ihrem ersten Dreh verletzt wird, beginnt Jolene sich für die Rechte der Darstellerinnen einzusetzen. Sie setzt sich vor allem dafür ein, Hardcore-Star Tom Pain zu bestrafen. Damit setzt sie aber ihre eigene Karriere und ihre Familie aufs Spiel. Schnell muss sie sich mit einem Shitstorm auseinandersetzen, der auf sie einprasselt. Doch sie kämpft nicht allein. Die Parlamentsabgeordnete Stella Maitland unterstützt sie in ihrem Kampf.

## Folgen
Die 4 Folgen haben folgende deutsche Titel:
- 1. Wie eine Rose (Originaltitel: Rosebud)
- 2. Trocken wie die Wüste (Originaltitel: Dry for wet)
- 3. Wie eine Mum (Originaltitel: Hayley)
- 4. Fast wie echt (Originaltitel: Deep Fake)

## Synchronisation
Die deutsche Fassung entstand bei der Studio Hamburg Synchron GmbH in Berlin. Das Dialogbuch schrieb Nadine Geist, die auch für die Dialogregie verantwortlich war.
| Darsteller         | Rolle                | Synchronsprecher       |
| ------------------ | -------------------- | ---------------------- |
| Hayley Squires     | Jolene Dollar/Hayley | Maximiliane Häcke      |
| Rupert Everett     | Carroll Quinn        | Tom Vogt               |
| Joe Dempsie        | Rich Dollar          | Konrad Bösherz         |
| Siena Kelly        | Amy                  | Sophie Lechtenbrink    |
| Julian Ovenden     | Tom Pain             | Till Endemann          |
| Kerry Godliman     | Stella Maitland      | Katrin Zimmermann      |
| Alex Jarrett       | Phoebe               | Léa Mariage            |
| Phil Daniels       | Dave                 | Tim Moeseritz          |
| Timmika Ramsay     | Sabelle              | Anja Stadlober         |
| Jacob Avery        | Paulie               | Oliver Szerkus         |
| Anya McKenna-Bruce | Izzy                 | Hedwig Krämer          |
| Callie Cooke       | Nadia                | Nina Witt              |
| Kris Saddler       | Simon                | Tino Mewes             |
| Pauline Turner     | Irene                | Bettina von Nordhausen |
| Barnaby Taylor     | Cameron              | Jonas Frenz            |
| Ross Harland       | Lee                  | Peter Geisberg         |
| Mario Demetriou    | Dr. Matthews         | Tobias Müller          |